# Martín Caamaño
Martín Caamaño (Buenos Aires, 1980) es un escritor, guionista, traductor y músico argentino. Especializado en literatura brasileña contemporánea, tradujo a los autores João Paulo Cuenca, Carol Bensimon, Ana Cristina Cesar, Nuno Ramos y Paulo Scott. En el 2017, recibió la Beca de Traductores Latinoamericanos que otorga la Übersetzerhaus Looren de Suiza.

## Biografía
Martín Caamaño nació en 1980 en la ciudad de Buenos Aires, Argentina.
Desde el año 2003 hasta el 2019, formó parte de la banda Rosal. En el 2009, publicó su primera novela, Pálido reflejo. En el 2017, recibió la Beca de Traductores Latinoamericanos de la Übersetzerhaus Looren de Suiza.
En el 2021, publicó su segunda novela, Oslo. En el 2024, lanzó su primer disco como músico solista, Sonámbulos.

## Obra

### Novela
- Pálido reflejo (2009, Lengua de Trapo)
- Oslo (2021, Mansalva)

## Discografía

### Con Rosal
- Rosal (2005)
- Educación sentimental (2006)
- Su majestad (2007)
- La casa de la noche (2009)
- Un fuerte en el corazón (2013)
- La música es mi eje (2015)
- Te agradezco el amor (2018)
- Para decirme lo que siento (2019)

### Solista
- Sonámbulos (Metamúsica, 2024)

## Filmografía

### Como guionista
- Eureka (Lisandro Alonso, 2023)
- Robo Mundial (Gabriel Nicoli, 2022)
- Ultimas Ferias (Daniel Lief, 2023)